# Libri ad Marcum filium
I Libri ad Marcum Filium (Libri per il figlio Marco) o Praecepta ad Marcum filium (Precetti per il figlio Marco) sono un'opera perduta dell'autore latino Marco Porcio Catone.

## Contenuto
Portatori di un sapere pratico e funzionale, affrontavano numerosi argomenti, tra cui la retorica, il diritto, la medicina, l'agricoltura e l'arte militare: formavano dunque una raccolta enciclopedica delle informazioni necessarie all'educazione del buon civis Romanus, fondata sui valori tradizionali del mos maiorum, contrapposti alle tendenze ellenizzanti la cui diffusione era favorita a Roma dall'opera del circolo degli Scipioni: si andava infatti diffondendo, tra le famiglie della nobilitas, il costume di affidare l'istruzione dei figli a pedagoghi di origine e cultura greca, e di inviare più tardi i giovani a perfezionarsi presso le scuole di retorica in Grecia.
Di tali trattati, di tono sentenzioso e precettistico dedicati al figlio omonimo di Catone, nato probabilmente nel 192 a.C., oltre al De agri cultura, dedicato alla coltivazione dei campi e all'attività agreste, restano solo pochi frammenti. Sia da questi ultimi sia dal De agri cultura traspare il carattere probabilmente miscellaneo e disorganico dell'opera.
Esemplare dell'argomento e della tendenza dell'opera è il frammento 1 Jordan:
(Marco Porcio Catone, Libri ad Marcum filium, frammento 1 Jordan; trad. di M.C. Grandi.)